# Pionomolgus
Genre
Pionomolgus est un genre de copépodes de la famille des Rhynchomolgidae.

## Distribution
Les espèces de ce genre se rencontre en Australie et en Indonésie dans l'océan Pacifique.
Les espèces de ce genre sont associées à des scléractiniaires.

## Liste des espèces
Selon World Register of Marine Species (21 décembre 2017) :
- Pionomolgus gallicolus Dojiri & Grygier, 1990
- Pionomolgus moluccensis Kim I.H., 2007

## Publication originale
- Dojiri & Grygier, 1990 : Pionomolgus gallicolus gen. et sp. nov. (Poecilostomatoida: Lichomolgidae), a gall-inducing copepod of a scleractinian coral from Australia. Australian Journal of Zoology, vol. 37, no , p. 695-703.